# Eptatretus bischoffii
Eptatretus bischoffii – gatunek bezszczękowca z rodziny śluzicowatych (Myxinidae).

## Zasięg występowania
Południowy Ocean Spokojny, wybrzeża Chile.

## Cechy morfologiczne
Osiąga 55 cm długości.

## Biologia i ekologia
Występuje na głębokości 8–50 m.